# Читрал (округ)
Читра́л (урду چترال‎, англ. Chitral) — бывший самый северный округ провинции Хайбер-Пахтунхва Исламской Республики Пакистан с центром в одноимённом городе Читрал. Расположен в труднодоступной высокогорной долине реки Читрал (Кунар) к югу от главного хребта Гиндукуша. Площадь 14 850 км². Население 378 тыс. чел. (2004).
В 2018 году разделён на округа Верхний Читрал и Нижний Читрал.

## Расположение

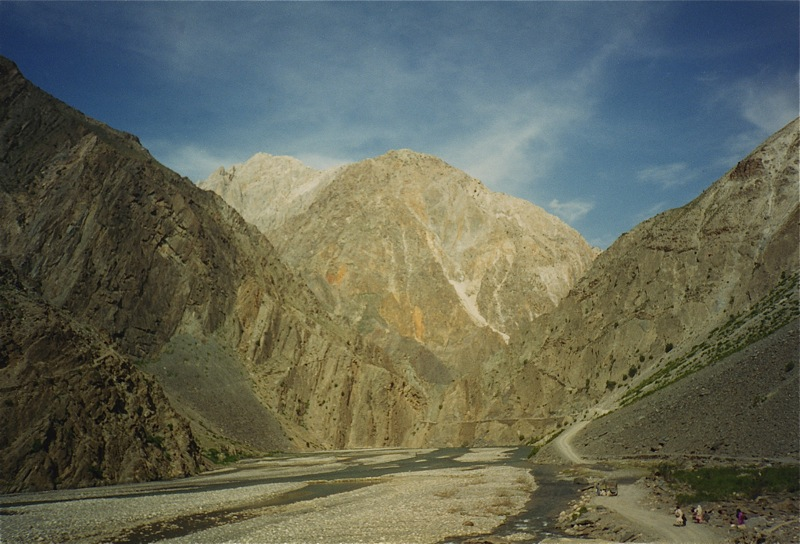
Горы в долине Читрала

С востока, севера и запада Читрал зажат между Гиндукушем и его боковыми хребтами, отделяющими район на севере и западе от Афганистана (провинции Бадахшан, Нуристан, Кунар), а на востоке — от контролируемой Пакистаном территории Гилгит-Балтистан («Северные территории», не признаны многими странами мира). С северо-запада над долиной нависает высочайшая вершина Гиндукуша — пик Тиричмир (7 708 м). С юго-востока район отделён от остальной части провинции Хайбер-Пахтунхва горным хребтом Хинду Радж, через который в Верхний Дир ведёт перевал Ловар (Лаварай, 3125 м). С юго-запада долина Читрала продолжается в виде Кунарской долины, принадлежащей Афганистану. Из-за нестабильной обстановки в этой стране сообщение Читрала этим путём часто прерывалось, и последний раз было открыто только в 2004 г.. Зимой перевалы, ведущие в Читрал, перекрывают снега, и район становится доступным с остальной территории Пакистана только на воздушном транспорте (аэропорт Читрала).

## Название
Название района происходит от местного дардского слова, означающего «поле» (кховар c̣hetur, калаша c̣hetr [ʈ͡ʂʰet(u)r]) и прямо соответствующего санскр. kṣetra-, которое отражено во многих индийских топонимах, например, Курукшетра.

## История
Читрал оформился как независимое или полунезависимое княжество с суннитскими правителями в XVI—XVII в. Во главе княжества стоял мехтар (от перс. «большой, главный») из династии Катур, окружённый многочисленной аристократией. В ходе британской экспансии на севере Индии после проведения линии Дюранда Читрал оказался в британской сфере влияния и в 1911 году стал зависимым государством, подчинённым Британской Короне.
В 1969 году Читрал был аннексирован Пакистаном, окончательно ликвидировавшим монархическое правление.

## Население

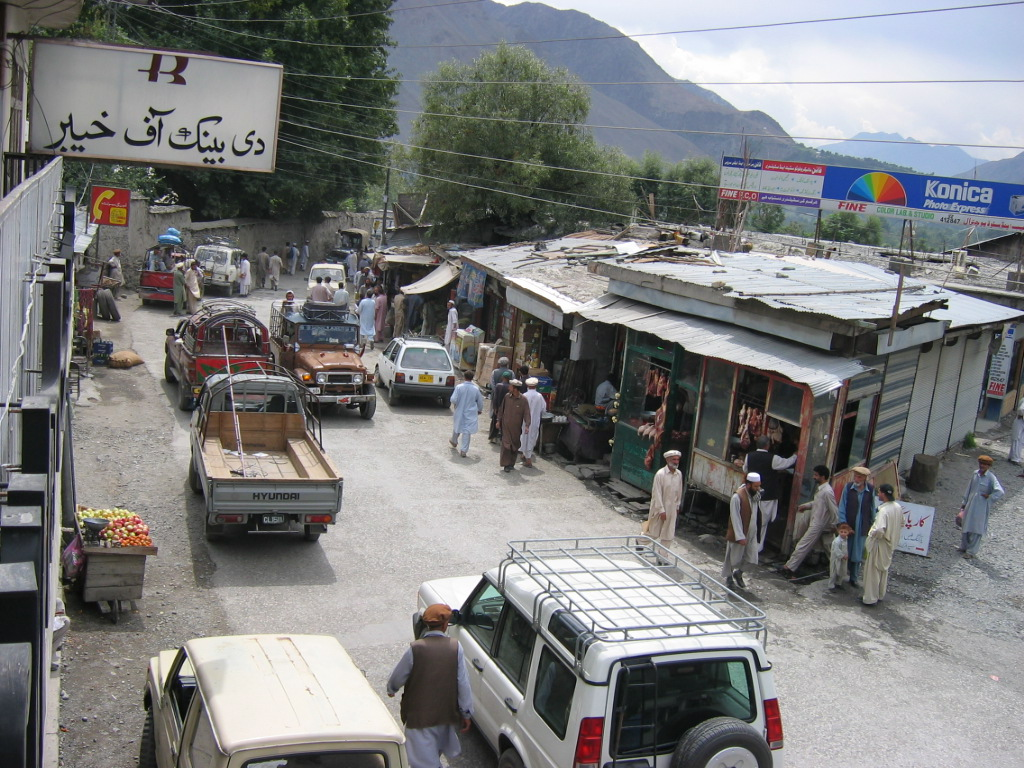
Аталикский базар, Читрал

Читрал является уникальным регионом мира, по мнению норвежского исследователя Георга Моргенстьерне, он обладает наибольшим языковым и этническим разнообразием в мире.
Основное население Читрала составляет дардский народ кхо, говорящий на языке кховар. Ближайшие родственники кхо калаши живут в трёх долинах притоков р. Читрал к юго-западу от административного центра. Проживают также другие дарды (пхалура, гавар-бати, дамели) и нуристанцы (ката). Долина Луткух занята ираноязычным народом йидга — этнической группой мунджанцев (одного из памирских народов), продвинувшейся из-за Гиндукуша в XVIII—XIX в. Из других памирцев присутствуют также в небольшом количестве ваханцы. Другие иранцы представлены читральскими «персами», говорящими на персо-таджикском диалекте, который условно относят к языку дари, а также пуштунами. Проживают также гуджары, буриши и высокогорные киргизы.
Основной религией южного и центрального Читрала (включая административный центр) является суннитский ислам, принесённый с юга ханафитскими муллами благодаря поддержке правящего рода. С севера памирские даи (проповедники) распространили исмаилизм, которого придерживается подавляющая часть населения верхнего Читрала, включая кхо и йидга.
Уникальное положение занимают калаши, часть которых до сих пор не приняли ислам и сохраняет традиционные политеистические верования гиндукушской религии. Большинство европейских туристов, посещающих Читрал, стремятся посетить именно калашские селения.